# Auricularia mesenterica
Auricularia mesenterica è un fungo saprofita della famiglia delle Auriculariaceae.

## Tassonomia
Auricularia mesenterica fu descritta in Inghilterra nel 1785 da James Dickson come Helvella mesenterica e venne poi trasferita al genere Auricularia da Christiaan Hendrik Persoon nel 1822. La specie era inizialmente considerata cosmopolita e le venivano attribuiti esemplari raccolti in America, Asia, Australia ed Europa. Studi di filogenesi molecolare, basati sulla analisi cladistica de sequenza di DNA, hanno in seguito dimostrato che Auricularia mesenterica è in realtà un complesso di specie e che A. mesenterica sensu stricto ha una diffusione che si limita all'Europa e all'Asia centrale, con specie distinte anche se apparentemente localizzate in altre zone del pianeta.

## Etimologia
L'epiteto specifico è un aggettivo latino derivato dal termine in greco antico μεσεντέριον (mesentérion), "intestino medio", che a sua volta ha origine dall'unione di μεσο- (meso-, "metà, centro") e ἔντερον (énteron, "intestino"), e si riferisce alla forma del corpo fruttifero.

## Descrizione della specie

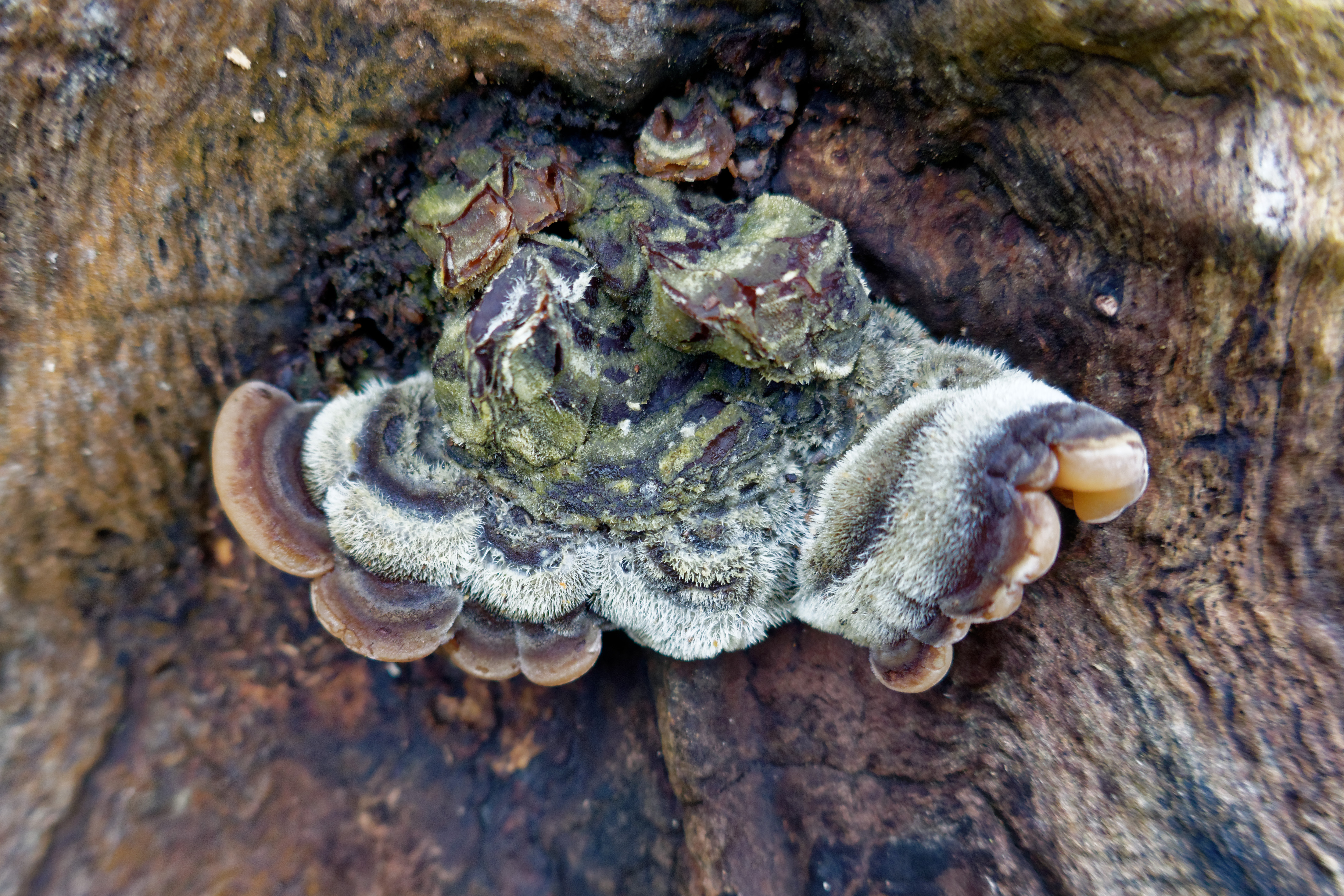
Faccia superiore di un corpo fruttifero

Questa specie forma corpi fruttiferi che appaiono inizialmente di colore chiaro, gommosi e a forma di bottone, e che in seguito si espandono assumono forma di mensola raggiungendo in genere una dimensione trasversale di 3-7 cm e che si induriscono con il passare del tempo. Con la maturazione i corpi fruttiferi spesso si fondono dando origine a strutture complesse, che a volte possono svilupparsi sulle superficie di branche legnose morte o di legno caduto a terra anche per più di un metro. La superficie superiore ha una colorazione che varia dal grigio al color camoscio o al marrone. Può risultare da tomentosa a ispida, con una disposizione a zone concentriche; la faccia inferiore è invece liscia, spessa e gelatinosa, con pieghe radiali irregolari ed è di colore bruno-rossiccio. La carne con il passare del tempo da gelatinosa tende a diventare coriacea. L'impronta delle spore risulta bianca. A livello microscopico i basidi sono del tipo auricularioide (e cioè tubolari e dotate di tre setti laterali) e le basidiospore di tipo allantoide (a forma di salsiccia), di dimensioni generalmente di 14-17 per 4.5-5 μm.

## Distribuzione e habitat

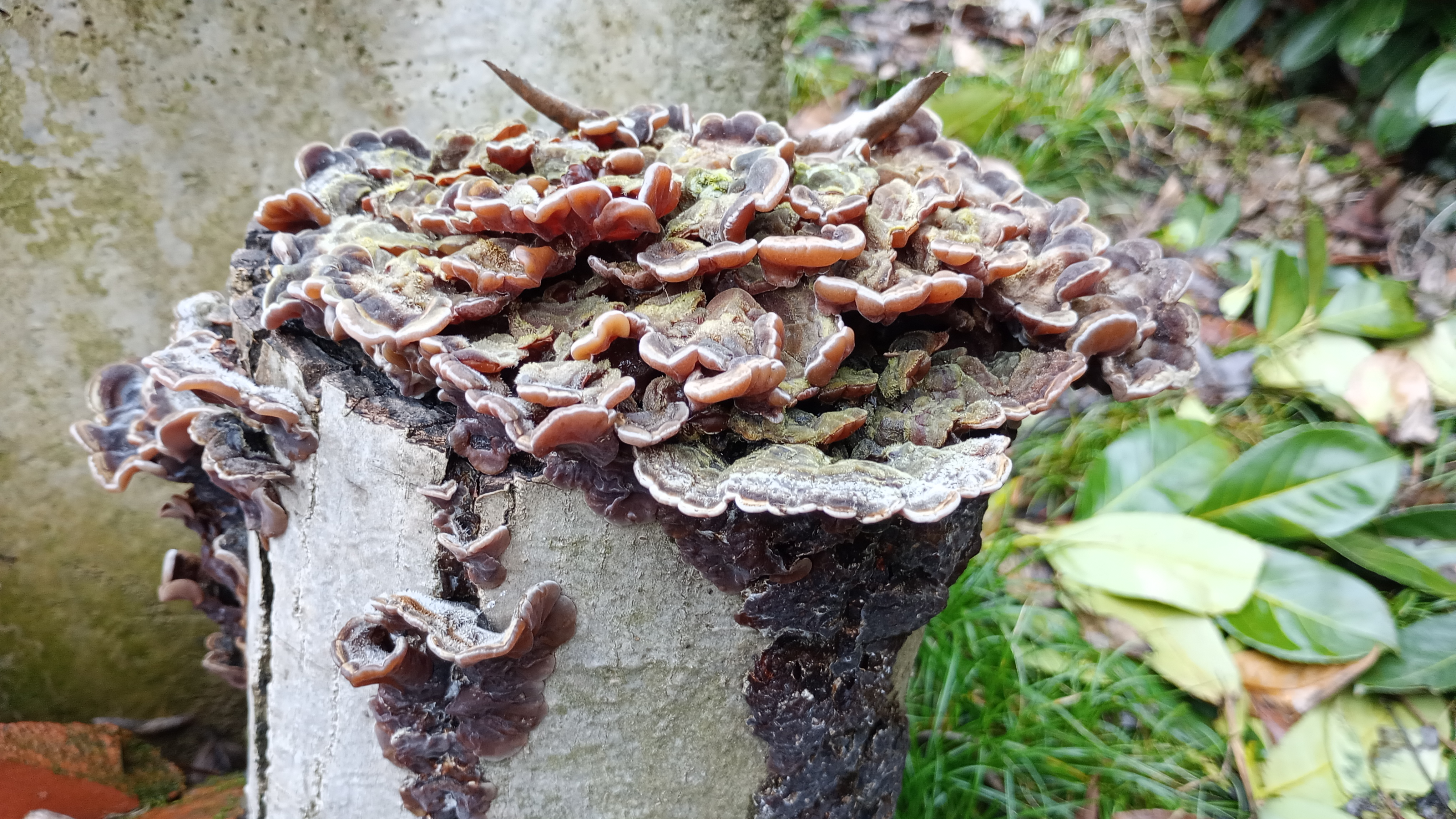
Corpi fruttiferi su un vecchio ceppo

La specie fu descritta originariamente in Inghilterra, e la sua distribuzione geografica comprende l'Europa e parte dell'Asia centrale, dove si spinge fino all'Uzbekistan. I basidiocarpi si formano su tronchi morti e ceppaie di varie specie di alberi decidui.

## Specie simili
Altre specie del complesso Auricularia mesenterica comprendono Auricularia brasiliensis in America meridionale, A. pusio in Australia, A. africana in Africa orientale e A. asiatica, A. orientalis, A. srilankensis e A. submesenterica in Asia. Alcune di tali specie non presentano la superficie superiore del corpo fruttifero zonata e irsuta caratteristica del complesso A. mesenterica. Alcune specie del genere Stereum, non correlate con Auricularia, presentano corpi fruttiferi abbastanza simili a quelli di A.mesenterica', di consistenza cuoiosa (e non gelatinosa) e con la faccia inferiore di colore aranciato o giallastro.

## Commestibilità e possibili utilizzi
Prima che i corpi fruttiferi maturino e si induriscano, alcuni esemplari in fase giovanile potrebbero forse essere commestibili, anche se è stato osservato che in alcune zone il consumo di questi funghi causa la bioaccumulazione nell'organismo umano di alti livelli di metalli pesanti. La specie viene quindi considerata non commestibile o sospetta. In A. mesenterica è stata però rilevata la presenza di alti livelli di fenoli, flavonoidi e composti con attività antiossidante e che potrebbero avere effetti potenziali antitumorali.

## Sinonimi e binomi obsoleti
La specie è stata identificata anche con le seguenti denominazioni:
- Helvella mesenterica Dicks., Fasc. pl. crypt. brit. (London) 1: 20 (1785)
- Merulius mesentericus (Dicks.) Schrad., Spicil. fl. germ. 1: 138 (1794)
- Phlebia mesenterica (Dicks.) Fr., Elench. fung. (Greifswald) 1: 154 (1828)
- Patila mesenterica (Dicks.) Kuntze, Revis. gen. pl. (Leipzig) 2: 864 (1891)
- Auricularia tremelloides Bull., Herb. Fr. (Paris) 3: pl. 290 (1780)
- Thelephora tremelloides (Bull.) Lam. & DC., Fl. gén. env. Paris (Paris) 1: 92 (1826)
- Phalloboletus tremelloides (Bull.) Kuntze, Revis. gen. pl. (Leipzig) 2: 865 (1891)
- Tremella violacea Relhan, Fl. cantab.: 442 (1785)
- Gyraria violacea (Relhan) Gray, Nat. Arr. Brit. Pl. (London) 1: 594 (1821)
- Dacrymyces violaceus (Relhan) Fr. [as 'violacea'], Syst. mycol. (Lundae) 2(1): 229 (1822)
- Exidia gemmata f. violacea (Relhan) Neuhoff, Ark. Bot. 28A(no. 1): 19 (1936)
- Merulioporia violacea (Relhan) Bondartsev, Trut. Grib Evrop. Chasti SSSR Kavkaza [Bracket Fungi Europ. U.S.S.R. Caucasus] (Moscow-Leningrad): 596 (1953)
- Meruliopsis violacea (Relhan) Bondartsev, in Parmasto, Eesti NSV Tead. Akad. Toim., Biol. seer 8(4): 274 (1959)
- Auricularia tremelloides var. fusca Bull., Hist. Champ. Fr. (Paris) 1(2): 278 (1791)
- Auricularia tremelloides var. subcaerulea Bull., Hist. Champ. Fr. (Paris) 1(2): 278 (1791)
- Auricularia tremelloides var. violacea Bull., Hist. Champ. Fr. (Paris) 1(2): 278 (1791)
- Helvella mesenterica Bolton, Hist. fung. Halifax, App. (Huddersfield) 3: 172 (1792)
- Thelephora mesenterica Pers., Syn. meth. fung. (Göttingen) 2: 571 (1801)
- Thelephora mesenterica J.F. Gmel., Syst. Nat., Edn 13 2(2): 1440 (1792)
- Auricularia corrugata Sowerby, Col. fig. Engl. Fung. Mushr. (London) 3(no. 21): tab. 290 (1800)
- Stereum mesentericum (Pers.) Gray, Nat. Arr. Brit. Pl. (London) 1: 653 (1821)
- Auricularia mesenteriformis Brongniart, Essai d'une classification naturelle des champignons: 88 (1825)
- Auricularia lobata Sommerf., Mag. Naturvididensk. 6: 295 (1826)
- Auricularia mesenterica var. lobata (Sommerf.) Rea, Brit. basidiomyc. (Cambridge): 727 (1922)
- Tremella corrugata Schwein., Trans. Am. phil. Soc., New Series 4(2): 185 (1832)
- Auricularia pusio Berk., J. Linn. Soc., Bot. 18: 386 (1881)
- Auricularia mesenterica var. pusio (Berk.) Bres. ex Sacc., Syll. fung. (Abellini) 23: 557 (1925)